# Fredrica Sandberg
Ann Fredrica Sandberg, född 18 februari 1992 i Hortlax i Norrbottens län, är en svensk hästskötare. Hon är mest känd som hästskötare till Villiam, Cab Lane, Brother Bill, Calgary Games, Global Caps och Fame and Glory, då hon arbetar hos Timo Nurmos.
Tillsammans med Villiam har hon segrat i bland annat Svenskt Trav-Kriterium (2017) och Grand Prix l'UET (2018). Sandberg hade även chans att ta andra raka segern i Svenskt Trav-Kriterium (2018), då med Cab Lane, men loppet vanns istället av Inti Boko (som också tränades av Timo Nurmos).